# Skopun
Skopun (IPA: [ˈskoːpʊn], danska: Skopen) är den nordligaste byn på Sandoy, en av de öar som utgör Färöarna. Skopun är centralort och enda ort i den 9 km² stora kommunen Skopuns kommun, och hade vid folkräkningen 2015 totalt 446 invånare.

## Historia
Platsen ska ha varit bebodd redan under vikingatiden, men blev sedan frånflyttad. Marken tillföll grundarna på Sandur bosatta på öns sydkust, fram tills den nuvarande byn grundades som niðursetubygd 1833/1834. Initiativet togs av amtman Frits Tillisch som ville ha en nordlig hamn på Sandoy, och fann denna plats. Traditionellt har invånarna varit ett jordbrukslöst folk och istället satsat på fiskeindustrin.
Skopuns kyrka uppfördes 1897 efter gamla material som återanvändes efter rivandet av kyrkan i Vestmanna. Kyrkan byggdes ut år 1960 och kyrkogården ligger strax innanför gränsen till grannkommunen Sandurs kommun.

## Befolkningsutveckling
| Befolkningsutvecklingen i Skopun 1985–2015 | Befolkningsutvecklingen i Skopun 1985–2015 | Befolkningsutvecklingen i Skopun 1985–2015 | Befolkningsutvecklingen i Skopun 1985–2015 | Befolkningsutvecklingen i Skopun 1985–2015 |
| ------------------------------------------ | ------------------------------------------ | ------------------------------------------ | ------------------------------------------ | ------------------------------------------ |
|                                            |                                            |                                            |                                            |                                            |
| År                                         |                                            |                                            | Folkmängd                                  |                                            |
| 1985                                       | 1985                                       |                                            | 589                                        |                                            |
| 1990                                       | 1990                                       |                                            | 582                                        |                                            |
| 1995                                       | 1995                                       |                                            | 517                                        |                                            |
| 2000                                       | 2000                                       |                                            | 491                                        |                                            |
| 2005                                       | 2005                                       |                                            | 482                                        |                                            |
| 2010                                       | 2010                                       |                                            | 473                                        |                                            |
| 2015                                       | 2015                                       |                                            | 446                                        |                                            |
|                                            |                                            |                                            |                                            |                                            |

## Samhälle
De främsta näringsvägarna i byn är fiskeriet, strax efterföljt av offentlig och privata sektorn. Högstadieskolan finns belägen i Sandur och har upptagningsområdet för hela ön.
Politiskt har samhället dominerats av Sjálvstýrisflokkurin under första halvan av 1950-talet, ofta med cirka 90% av väljarnas röster. Detta kan beo på Johan Hendrik Poulsens starka positition. Javnaðarflokkurin och Tjóðveldi har under senare år växt sig starkare på ön. Gerhard Lognberg har varit medlem av kommunstyrelsen sedan 1984, och i lagtinget sedan 2002.

## Personligheter
- Petur Mohr Dam, politiker.